# Benedetto Pistrucci
Benedetto Pistrucci (29 de mayo de 1783 – 16 de septiembre de 1855) fue un grabador italiano de gemas, medallista y grabador de monedas, probablemente más conocido por su diseño de San Jorge y el dragón para la moneda de soberano británico. Pistrucci fue comisionado por el gobierno británico para crear la gran Medalla de Waterloo, un proyecto que le llevó treinta años completar.
Nacido en Roma en 1783, Pistrucci estudió brevemente con otros artistas antes de comenzar por su cuenta a los 15 años. Se destacó como tallador de camafeos y fue patrocinado por la realeza. En 1815, se trasladó a Gran Bretaña, donde viviría la mayor parte del resto de su vida. Su talento llamó la atención de personalidades, incluido William Wellesley-Pole, el Maestro de la Casa de la Moneda. Pole contrató a Pistrucci para diseñar nuevas monedas, incluido el soberano, que se emitió por primera vez en 1817 con reacciones encontradas. Aunque Pole probablemente prometió a Pistrucci el puesto de Jefe Grabador, el cargo no pudo otorgarse, ya que solo un súbdito británico podía ocuparlo. Este desaire se convirtió en un agravio a largo plazo para Pistrucci.
Talentoso pero temperamental, Pistrucci se negó a copiar el trabajo de otros artistas. Cuando en 1823 Jorge IV exigió que se cambiara un retrato poco halagador de él en la moneda con un nuevo parecido basado en el trabajo de Francis Chantrey, Pistrucci se negó y estuvo a punto de ser despedido. La Casa de la Moneda no lo despidió, por temor a que se desperdiciara el dinero ya gastado en la Medalla de Waterloo. Pistrucci mantuvo su lugar en la Casa de la Moneda durante el resto de su vida, completando finalmente la Medalla de Waterloo en 1849, aunque debido a su gran tamaño no pudo acuñarse. Después de la muerte de Pistrucci, el diseño de Jorge y el Dragón fue restaurado en la moneda soberana y sigue utilizándose hoy en día.

## Primeros años y carrera (1783-1815)
Benedetto Pistrucci nació en Roma el 29 de mayo de 1783, segundo hijo y hijo de Federico Pistrucci, juez superior del tribunal penal bajo el gobierno papal, y Antonia (apellido de soltera Greco). Su hermano mayor Filippo mostró tendencias artísticas desde una edad temprana , pero Benedetto mostró principalmente una falta de interés por estudiar. Federico Pistrucci quería que sus hijos siguieran sus pasos y los envió a escuelas latinas. Benedetto comenzó su educación en Bolonia, donde la familia tenía propiedades, pero la familia Pistrucci se vio obligada a mudarse a Roma en 1794 cuando Napoleón invadió Italia, y los niños se matricularon en el Colegio Romano.
Napoleón había puesto precio a la cabeza de Federico Pistrucci, ya que había procesado a los rebeldes bonapartistas, por lo que la familia huyó de Roma cuando los franceses avanzaron hacia ella, deteniéndose en Frosinone, donde los niños fueron matriculados de nuevo en una escuela académica. Filippo satisfizo a su padre con suficiente logro académico como para que se le permitiera trabajar con un pintor llamado Mango. Privado de su hermano, Benedetto se volvió desalentado y finalmente se le permitió trabajar en Mango's. Allí, rápidamente mostró su talento artístico. Mango le habló de su hermano Giuseppe Mango, un grabador de camafeos en Roma. Con el Papa y los franceses habiendo hecho la paz, la familia pudo regresar allí, y Benedetto Pistrucci comenzó su formación como grabador de camafeos. Avanzó rápidamente, tomando también lecciones de Stefano Tofanelli, y pronto Giuseppe Mango estaba vendiendo las tallas de Pistrucci como propias. Al darse cuenta de que sus obras se vendían como antigüedades falsas, Pistrucci comenzó a poner una marca secreta, la letra griega λ (lambda) en sus creaciones.
El obvio talento de Pistrucci hizo que sus compañeros aprendices sintieran envidia, y uno de ellos lo provocó para pelear, apuñalándolo en el abdomen antes de que Pistrucci lograra defenderse. Al recuperarse en casa, se enseñó a sí mismo a modelar con cera. Federico Pistrucci decidió que su hijo estaría mejor con un nuevo maestro y aseguró un puesto para él con Giuseppe Cerbara, pero el joven se negó, creyendo que tendría que trabajar en malas condiciones. Se le aseguró un lugar con el tallador de gemas Nicolo Morelli, y Pistrucci también asistió a la academia de arte scuola del nudo en la Campidoglio, donde en 1800 ganó el primer premio de escultura. Pistrucci sintió que Morelli estaba buscando beneficiarse de su habilidad mientras le daba poco entrenamiento, y dejó su posición a los 15 años, trabajando desde su hogar familiar. Pudo pagar el alquiler, ya que desde el principio tenía abundantes encargos de camafeos.
Los primeros clientes de Pistrucci incluyeron a dos de los principales distribuidores de arte de Roma, Ignazio Vescovali y Angelo Bonelli, y las tres hermanas de Napoleón, Elisa, Pauline y Caroline. Pistrucci adquirió prominencia al ganar un concurso para hacer un camafeo de Elisa (la Gran Duquesa de Toscana), trabajando casi sin descanso durante ocho días para completarlo. La Gran Duquesa quedó tan impresionada por su trabajo que le dio espacio de estudio en su palacio. Pistrucci se sintió lo suficientemente seguro con esta patrona como para casarse en 1802 con Barbara Folchi, hija de un comerciante acomodado; tuvieron nueve hijos juntos. Continuó trabajando en Roma, produciendo camafeos de retratos y gemas grabadas, hasta 1814.

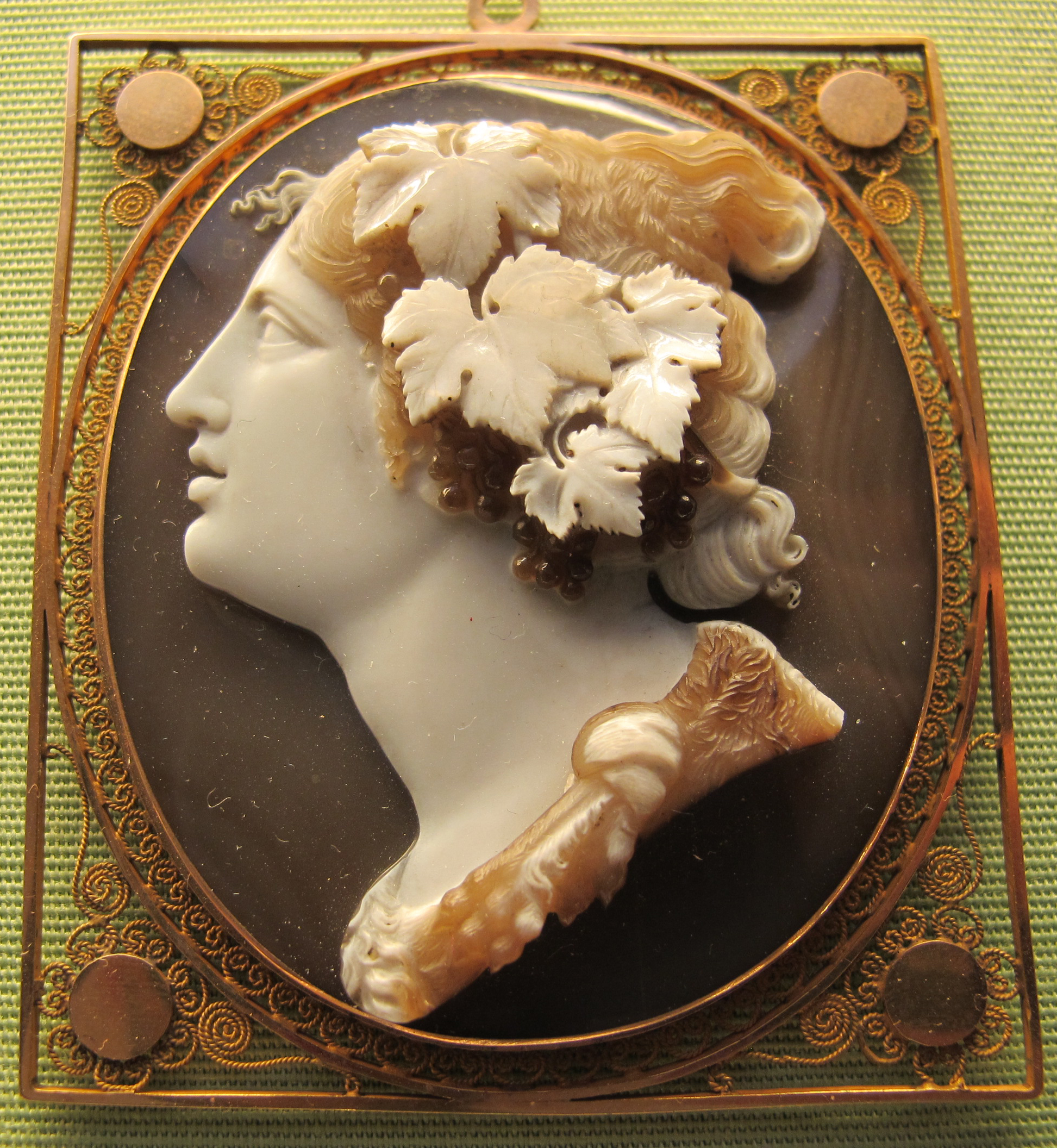
Camafeo, 1810

Bonelli regresó de un viaje exitoso a Gran Bretaña en 1814 y propuso que Pistrucci regresara con él, argumentando que el futuro del artista estaba allí. Pistrucci estuvo dispuesto, y después de hacer provisiones para su familia, dejó Roma con Bonelli. Primero se detuvieron en Perugia para que Pistrucci pudiera despedirse de su hermano Filippo, pero lo encontraron dispuesto a acompañarlos. En Turín, Filippo Pistrucci decidió que Bonelli no era de confianza, y así se lo informó a su hermano. Cuando llegaron a París en diciembre de 1814, los hermanos se negaron a acompañar a Bonelli más lejos, y después de hacer amenazas, el comerciante partió. Filippo pronto regresó a Italia, pero Benedetto Pistrucci descubrió que su nombre y su arte eran conocidos en París, y se puso a trabajar. Estuvo allí cuando Napoleón regresó de Elba, comenzando los Cien Días, pero siguió trabajando, sin verse afectado por la guerra. Vio a Napoleón en un jardín, y siempre llevando una bola de cera consigo, modeló en silencio al emperador, el último retrato suyo hecho en Europa. Después de la Batalla de Waterloo en junio de 1815, Pistrucci comenzó los preparativos para mudarse a Gran Bretaña, pero no llegó hasta el 31 de diciembre.

## Ascenso a la fama (1815-1819)

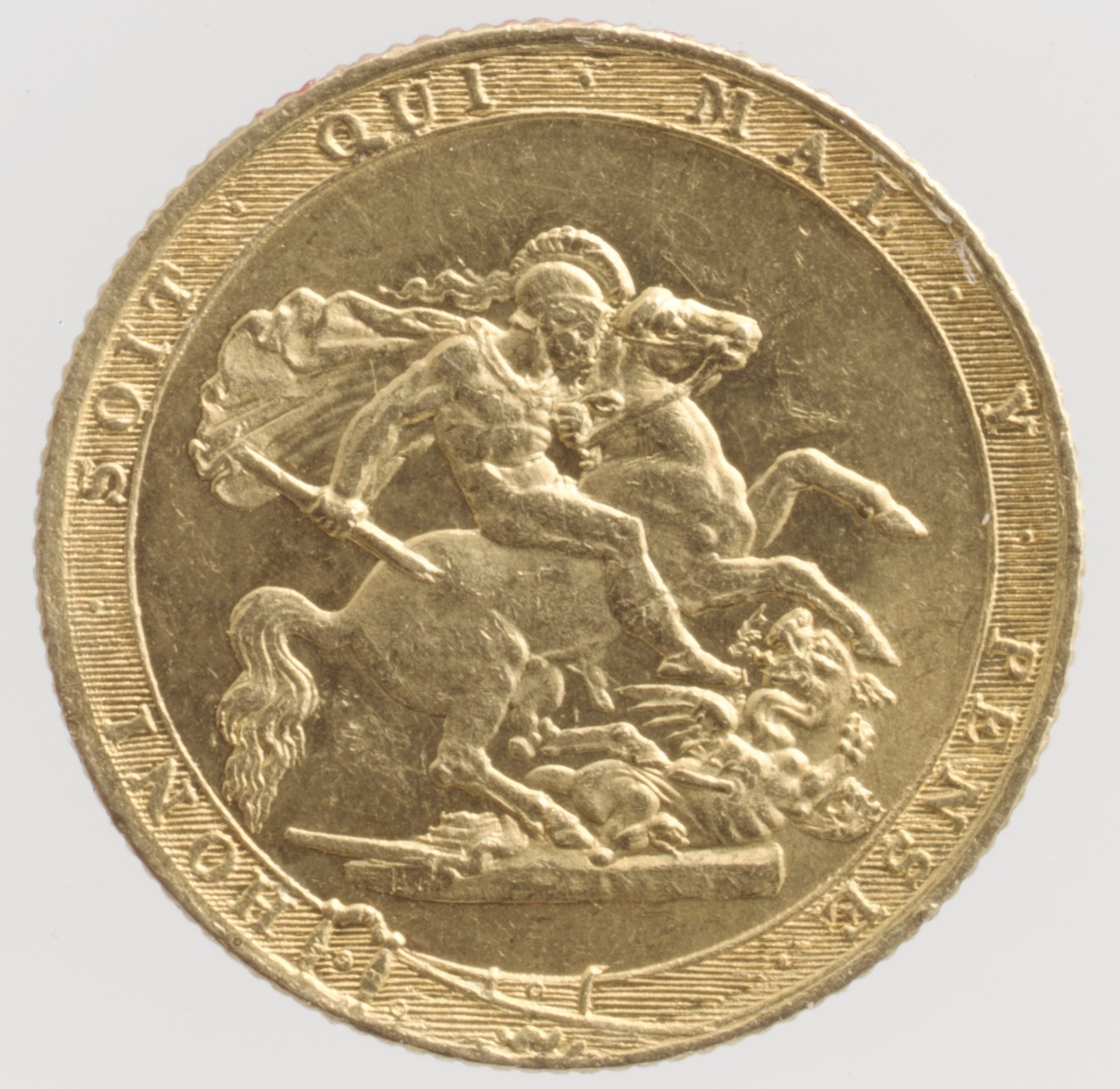
Reverso del soberano de 1817.

Al llegar a Dover, Pistrucci tuvo dificultades con la aduana, posiblemente causadas por la malicia de Bonelli. Una vez que pudo hacerlo, se dirigió a Londres. Tenía cartas de presentación para varias personas, y Charles Konig, Guardián de Minerales del British Museum, resultó ser un amigo leal. A través de Konig, Pistrucci conoció al famoso naturalista, Sir Joseph Banks, quien encargó al artista un retrato suyo. Mientras Banks estaba posando para Pistrucci, el conocedor Richard Payne Knight pasó por allí, ansioso por mostrar a Sir Joseph un fragmento de camafeo que había comprado, y que fechó en la antigua Grecia. Después de que Banks lo elogiara mucho, Pistrucci, al examinarlo, lo identificó como su propia obra, mostrando la marca secreta que había colocado en ella. El incidente aumentó la reputación de Pistrucci en Londres.
Pistrucci fue presentado a Lord y Lady Spencer por Banks. Lady Spencer le mostró a Pistrucci un modelo de San Jorge y el Dragón de Nathaniel Marchant y lo encargó de reproducirlo al estilo griego como parte de las regalías de su esposo como Caballero de la Orden de la Jarretera. Pistrucci ya había estado pensando en una obra así, y produjo el camafeo. El modelo para el santo era un camarero italiano del Hotel Brunet en Leicester Square, donde se había alojado después de llegar a Londres.
Sir Joseph encargó a Pistrucci que creara un camafeo del rey Jorge III. Como el Rey estaba enfermo con porfiria, Pistrucci modeló la apariencia a partir del token bancario de tres chelines de Marchant, y lo cortó en jaspe rojo por una tarifa de 50 guineas. Banks mostró el camafeo a William Wellesley-Pole, hermano mayor de el duque de Wellington y el Master of the Mint, quien quedó muy impresionado por la calidad de lo que vio. En ese momento, la Ceca Real estaba preparando para emitir nuevas monedas de oro y plata como parte de la Gran Recoinage de 1816, y en junio de ese año, Pole decidió contratar a Pistrucci para hacer modelos en piedra para la nueva acuñación que podrían convertirse en troqueles de acero por los grabadores de la ceca.
Pole hizo que Pistrucci creara tres retratos del rey en diferentes tamaños. Solo se utilizaron dos, uno para el anverso del medio corona y el otro para el chelín y el sixpence. Ambos fueron modificados por Thomas Wyon de la Casa de Moneda, quien grabó los diseños en acero. Lo que se llamó la "cabeza de toro" del rey en el medio corona de 1816 no fue del agrado del público, y fue reemplazado por otro en 1817. La crítica enfureció a Pistrucci, quien culpó a Wyon de estropear el diseño y se propuso aprender a grabar en acero él mismo.
Después de completar la comisión de Lady Spencer, según la mayoría de las cuentas, Pistrucci sugirió a Pole que un tema apropiado para el soberano, una nueva moneda de oro equivalente a una libra que iba a ser acuñada, sería San Jorge. Hasta principios del siglo XX, las monedas de oro se acuñaron para la circulación, en lugar de como piezas de lingotes. Kevin Clancy, en su volumen sobre la historia de la moneda soberana, dudaba de que la comisión Spencer fuera realmente la inspiración para el diseño de Jorge y el Dragón que esa moneda ha presentado desde hace mucho tiempo, y que la idea ni siquiera podría haber venido de Pistrucci. Clancy argumentó que tales motivos eran comunes en ese momento y que la historia se originó con Pistrucci, a quien consideró un testigo poco confiable en su propio pasado.
Por una tarifa de 100 guineas (£105), Pistrucci creó el diseño del soberano, grabándolo él mismo. Representó al santo sobre un corcel ardiente que está pisoteando al dragón herido. Jorge tiene una lanza rota en la mano; una parte está en el dragón y otro fragmento yace en el suelo. El diseño original de Pistrucci, utilizado para la circulación en 1817-1819 y retomado por la Casa de Moneda Real en 2017, tiene la cinta de la Orden de la Jarretera rodeando el diseño de Jorge y el dragón, con su lema HONI SOIT QUI MAL Y PENSE. El diseño, con San Jorge llevando una espada en lugar de una lanza, se ve normalmente en el soberano y también se usó para la corona desde 1818. Clancy señaló sobre el proceso de diseño para la corona: "lo que surge es la presencia de Pole en cada turno. Bombardeó al joven artista con sugerencias e instrucciones sobre cómo el diseño debería cambiarse, desde la forma de la espada hasta la ferocidad percibida del dragón". Pistrucci había colocado su apellido completo en ambos lados de la corona, por lo que fue criticado por el público, y algunos dijeron que el santo seguramente se caería de su caballo con el siguiente golpe.
Después de la muerte en 1817 de Thomas Wyon Sr, el padre del hombre que había adaptado los diseños de Pistrucci, Pole probablemente ofreció a Pistrucci el puesto de grabador jefe en la Casa de Moneda Real, con un salario de £500 anuales y una casa dentro de los terrenos de la Casa de Moneda. Sin embargo, pronto apareció que una ley aprobada bajo Guillermo III prohibía a los extranjeros ocupar el puesto, por lo que Pole lo dejó vacante, mientras otorgaba a Pistrucci el salario y los emolumentos del cargo. Sir John Craig escribió en su historia de la Casa de Moneda Real: "El acuerdo no se plasmó por escrito, y el malentendido fue fácil para un extranjero. Pole negó categóricamente cualquier compromiso más allá de la concesión por el momento de un salario para diseños de acuñación más baratos que el pago de tarifas. El italiano insistió en que fue seducido al servicio de la Casa de Moneda por una promesa de nombramiento formal como grabador jefe". Según H.W.A. Linecar en su libro sobre diseños y diseñadores de monedas británicas, "el acuerdo podría haber funcionado muy bien, incluso si estaba en contra del procedimiento aceptado, si Pistrucci hubiera sido diferente a como era".
En 1819, Pistrucci recibió el encargo de diseñar la Medalla de Waterloo, una pieza enorme de aproximadamente 5,3 pulgadas (13,5 cm) de diámetro que el gobierno planeaba otorgar a los generales victoriosos y líderes nacionales que habían derrotado a Napoleón. Se propuso tal medalla por el Príncipe Regente (más tarde Jorge IV) poco después de la batalla. Pistrucci estableció un precio de £2,400, y el anticipo le permitió traer a su familia desde Italia. La medalla originalmente iba a ser diseñada por John Flaxman, pero Pistrucci se negó a grabar el trabajo de otro artista y Pole le permitió diseñar su propia medalla, una decisión que enfrentó a Pistrucci contra el establecimiento artístico de Londres. La realización de la medalla, un proyecto gigantesco, le llevaría a Pistrucci 30 años para completar.

## Conflicto en la Casa de Moneda (1820-1836)

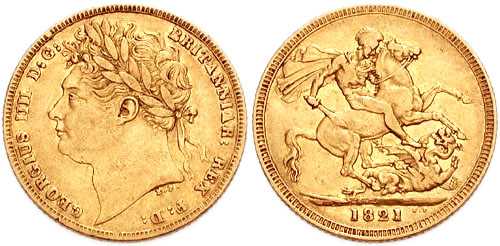
Un soberano de Jorge IV, con la cabeza tan odiada por el Rey

Después de la muerte de Jorge III en 1820, Pistrucci preparó el busto de moneda del nuevo Rey, Jorge IV. El Rey despreciaba el trabajo de Pistrucci por su expresión hinchada—según Clancy, "sus rasgos llenos implicaban algo de los apetitos del monarca". El Rey y Pistrucci también entraron en conflicto por la Medalla de la Coronación, con el Rey objetando ser colocado al mismo nivel que las representaciones alegóricas de sus reinos. Pistrucci afirmó: "Elevaré a Su Majestad", y lo hizo. La peluca del Rey también causó dificultades en el proceso de grabado. En la acuñación, el soberano fue modificado para eliminar su liga, y la lanza rota del santo fue reemplazada por una espada. Así, se volvió muy similar al diseño utilizado en los soberanos actuales pero por la falta de una corriente en el casco de San Jorge. Esta versión del reverso fue acuñada de 1821 a 1825, pero el diseño de Pistrucci estaría ausente en el soberano desde 1825 hasta 1874, después de su muerte.
Consciente de la insatisfacción del Rey Jorge con el busto de la moneda, la Casa de Moneda jugó para ganar tiempo. La renuncia de Pole en 1823 privó a Pistrucci de un amigo y partidario en la Casa de Moneda. El escultor Francis Chantrey había preparado un busto del Rey que el monarca gustaba, y ordenó que se colocara en la moneda. Pistrucci no copiaría el trabajo de otro artista y se negó. La nueva acuñación de 1823-1825 fue grabada por el asistente de Pistrucci, Jean-Baptiste Merlen, y por William Wyon; a partir de entonces, Pistrucci fue excluido del trabajo en la acuñación. La Casa de Moneda consideró despedir a Pistrucci, pero se dio cuenta de que si lo hacía, probablemente se desperdiciarían las £1,700 avanzadas para honorarios y gastos en la medalla de Waterloo, y mantuvo su posición y salario con la condición de que se centrara en completar la medalla.
A pesar de esto, para 1826, solo se había completado una parte de un lado.Aunque la expulsión del diseño de Jorge y el Dragón del soberano después de 1825 fue más parte de una reorganización general de la acuñación que un ataque contra Pistrucci, según Clancy, "no pudo haber ocultado el sentido que debió haber sentido de las mareas girando en su contra".
Hubo conflictos en la Casa de Moneda entre Pistrucci y William Wyon, que a veces involucraban a Merlen. Según Graham Pollard en el Diccionario Oxford de Biografía Nacional, "el temperamento de Pistrucci no fomentaba buenas relaciones con sus colegas en la Casa de Moneda; la inseguridad de su posición allí se profundizó por una campaña esporádica pero amarga conducida a través de los periódicos por sus partidarios y los de William Wyon". Pistrucci apeló a cada nuevo Maestro de la Casa de Moneda para ser nombrado como jefe grabador. En 1828, el Maestro en funciones, George Tierney, trabajó en un compromiso que no satisfizo a nadie. Wyon fue nombrado como jefe grabador y Pistrucci como jefe medallista, con los salarios de los dos puestos de grabado principales divididos entre ellos. De los £350 de salario de Pistrucci, £50 estaban condicionados a que entrenara a un aprendiz. Pistrucci nombró en sucesión a dos de sus hijos, pero se detuvo la asignación después de 1830, ya que se había descubierto que ambos residían en el extranjero, y uno no era sujeto británico y, por lo tanto, no era elegible para empleo regular en la Casa de Moneda. La comprensión de Pistrucci del acuerdo era que crearía tales medallas como pudieran ser ordenadas por los departamentos gubernamentales, con cada medalla una tarifa separada además del salario anual.
Esto dejó efectivamente a Pistrucci con poco que hacer en la Casa de Moneda. Creó varias obras medálicas, como una pequeña medalla conmemorativa para el hermano del Rey, el Duque de York en 1827 que fue popular entre los círculos reales, montado en anillos. Se le pidió que diseñara la medalla de coronación después de que el Rey William IV ascendiera al trono tras la muerte de George en 1830, pero rechazó la oferta al negarse a copiar un busto de Chantrey y al negarse el Rey a posar para él. Creó, en 1830-1831, la Medalla de Servicio Largo y Buena Conducta del Ejército, la primera medalla no relacionada con una campaña del Ejército Británico. Tardó doce meses en hacerlo, un periodo de tiempo que Craig consideró excesivo. Continuó cortando camafeos y trabajando, lentamente, en la Medalla de Waterloo. El biógrafo de Pistrucci, Michael A. March, relacionó su falta de ganas de trabajar en la Medalla de Waterloo con su descontento por su posición en la Casa de Moneda, y puede haber concluido que lo despedirían si terminaba la medalla. En 1836, el nuevo Maestro, Henry Labouchere, declaró que sentía que la medalla podría ser terminada en 18 meses, y ofreció a Pistrucci el pago si tomaba a cuatro aprendices y la terminaba. Pistrucci rechazó la oferta.

## Carrera posterior y muerte (1837-1855)
Pistrucci mantuvo una amistosa relación con la Princesa Victoria de Kent, sobrina y heredera presunta del Rey William, y cortó varios camafeos de ella. Después de que ella ascendiera al trono como Reina Victoria en 1837, Pistrucci fue seleccionado para esculpir su medalla de coronación, lo cual hizo; la Reina le concedió varias sesiones. Aunque la Reina estaba satisfecha, hubo críticas mixtas. Cuando se plantearon preguntas en la Cámara de los Comunes, Labouchere declaró que Pistrucci podría haber estado enfermo. Joseph Hume opinó que el reverso no estaba mejor hecho que las medallas baratas vendidas en las calles por un penique. En 1838, Pistrucci realizó el sello de plata del Ducado de Lancaster, utilizando un nuevo proceso por el cual el punzón o el troquel podía ser fundido en metal directamente desde el molde original de cera o arcilla, en lugar de tener que ser copiado por grabado manual. Al año siguiente, Pistrucci se trasladó a Roma para ocupar el cargo de grabador jefe en la casa de la moneda papal, pero regresó a Londres unos meses después, considerando que el salario era demasiado bajo.
A principios de la década de 1840, la Oficina de Auditoría cuestionaba la cantidad gastada en Pistrucci. En 1844, el Maestro de la Casa de la Moneda, William Gladstone, restauró el salario de Pistrucci a las 350 libras y le ofreció 400 libras para completar la Medalla de Waterloo. Pistrucci se mudó de la Casa de la Moneda en Tower Hill a Fine Arts Cottage, Old Windsor, y se puso a trabajar con total dedicación. Fue retrasado por lesiones sufridas en una caída, y no fue hasta principios de 1849 que presentó las matrices de la medalla, y se le pagó el resto del balance de 1500 libras. Las matrices eran tan grandes que nadie en la Casa de la Moneda Real estaba dispuesto a correr el riesgo de endurecerlas y posiblemente arruinar tres décadas de trabajo. Por lo tanto, solo se tomaron impresiones suaves, sin medallas de oro, plata y bronce como se pretendía, aunque desde entonces se han acuñado réplicas a partir de otros troqueles. Incluso si el gobierno hubiera acuñado las medallas, casi no había nadie a quien presentárselas, ya que de los destinatarios previstos, todos estaban muertos excepto el Duque de Wellington.
El conflicto entre Pistrucci y William Wyon continuó hasta finales de la década de 1840, y a veces aparecía en la prensa, contribuyendo al sentimiento de que no todo iba bien en la Casa de la Moneda. En 1848 se nombró una Comisión Real sobre la reforma de la Casa de la Moneda. Pistrucci presentó un informe en el que arregló algunas cuentas pendientes. Las reformas abolieron los cargos de grabador jefe (Wyon murió en 1851) y medallista jefe, y se nombró a Pistrucci modelador y grabador de la Casa de la Moneda, con un salario además de un pago por cualquier trabajo realizado.
En 1850, Pistrucci se trasladó de Old Windsor a Flora Lodge, en Englefield Green, cerca de Windsor, donde vivió con sus hijas Maria Elisa y Elena, ambas grabadoras de gemas. Continuó aceptando encargos privados para hacer cameos y medallas. Pistrucci murió allí de "inflamación de los pulmones" el 16 de septiembre de 1855 y está enterrado en la iglesia de Cristo, Virginia Water, Surrey.

## Valoración

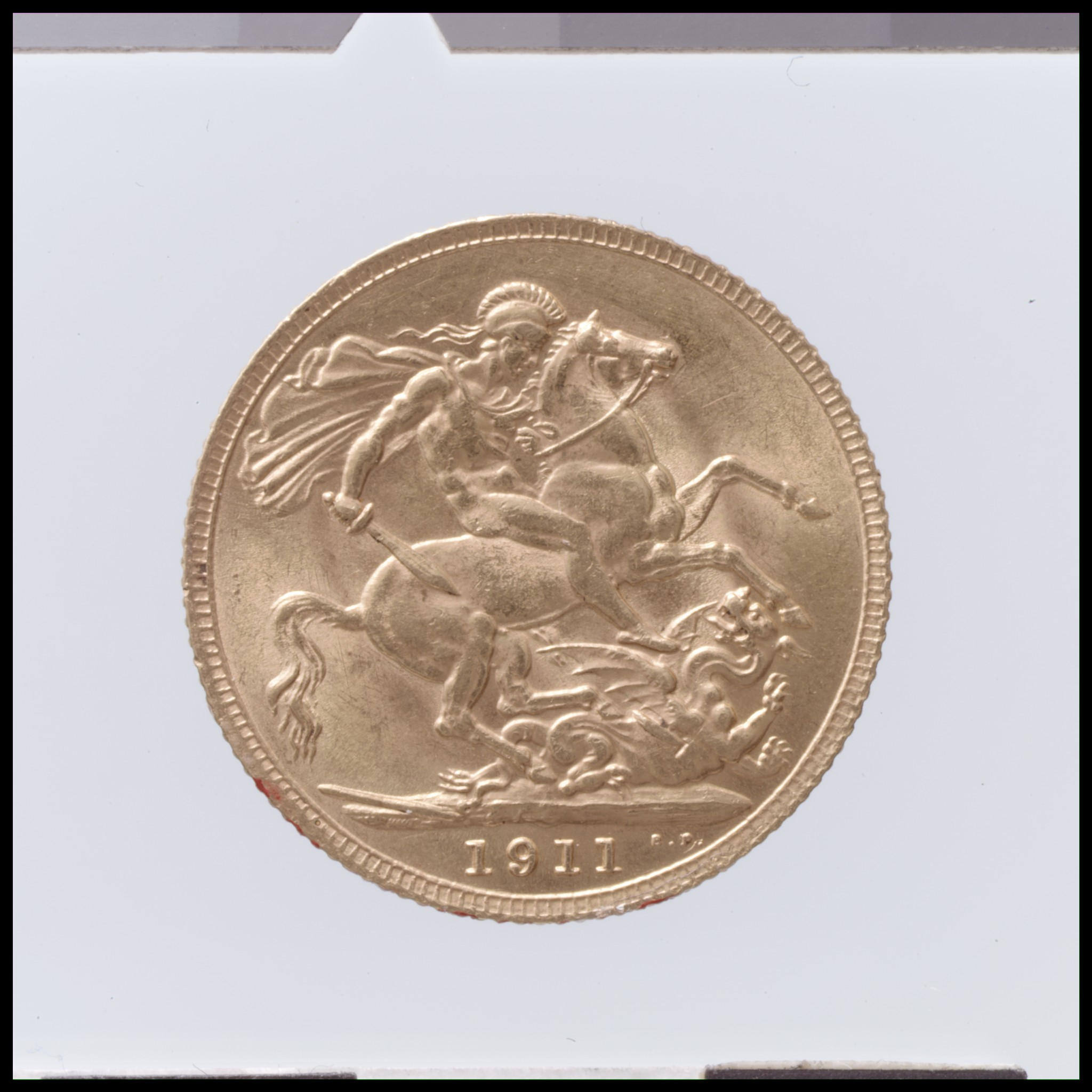
Reverso de un soberano de 1911 (George V), mostrando el elemento principal del diseño original de San Jorge y el dragón de Pistrucci de 1817

Pistrucci es probablemente recordado sobre todo por su diseño de San Jorge y el dragón para el soberano. No gustaba mucho en el momento de su creación, pero ha llegado a ser celebrado. El Subdirector de la Casa de la Moneda que restauró el diseño del soberano en 1871, Charles Fremantle, expresó su opinión de que "es difícil exagerar las ventajas que se derivan de un diseño artístico y bien ejecutado en una acuñación". En 1893, estaba en todas las monedas de oro de Gran Bretaña; The Art Journal describió el diseño de Pistrucci como "haber soportado triunfalmente el paso del tiempo". Marsh señaló: "es de hecho un homenaje que su maravilloso diseño siga adornando la moneda de oro de nuestra actual Reina Isabel II. Es uno de los mejores de nuestra historia de la moneda, y ciertamente ha resistido la prueba del tiempo. Que continúe así por mucho tiempo". El diseño de Pistrucci también ha aparecido en una moneda de plata de £20 sin circulación en 2013 y en la corona en 1818-1823, 1887-1900, 1902 y 1951.
Roderick Farey, en sus artículos biográficos sobre Pistrucci, lo describió como "un italiano con un temperamento ardiente, tuvo numerosas discusiones con las autoridades, pero nadie pudo dudar de su genio, primero como tallador de camafeos y luego como grabador y medallista". Esas disputas y una percepción de lentitud para completar sus obras (especialmente la Medalla de Waterloo) han sido fuentes de críticas por escritores posteriores. Howard Linecar, en su libro sobre diseños y diseñadores de monedas británicas, escribió: "hay pocas dudas de que Pistrucci mantuvo la talla de estas matrices como una carta de negociación en sus incansables esfuerzos por obtener el puesto de Jefe Grabador en la Royal Mint ... En general, es justo decir que Pistrucci, habiendo probablemente sido prometido algo que no podía tener ... exprimió la última gota de la situación". Según Clancy, "Con un gran talento, a menudo viene la controversia y a lo largo de su carrera Pistrucci fue aclamado y vilipendiado en igual medida, manteniendo una serie de tensas relaciones con sus colegas, siendo la más señalada con su compañero grabador William Wyon". Craig concluyó, "Aparte del diseño de San Jorge y el Dragón, que fue menos estimado entonces que ahora ... las obras de la Royal Mint de este artista, a diferencia de sus encargos privados, fueron un fracaso".
La Medalla de Waterloo es considerada por muchos como una obra maestra a la par con su San Jorge y el Dragón. Pollard afirmó que la Medalla de Waterloo "muestra el dominio de Pistrucci de los tipos (o figuras) de camafeos, una comprensión del lenguaje figurativo del Renacimiento Romano y una apreciación del relieve esculpido antiguo, sus tipos, sin embargo, siempre fueron originales". Marsh también elogió la medalla, "nunca se ha visto ni se verá una mejor pieza de grabado en intaglio o diseño. Contiene tanto como treinta medallas de tamaño ordinario, y esto solo es más de lo que la mayoría de los medallistas logran en una vida."
Farey concluyó su estudio sobre Pistrucci,

Según admitió él mismo, Benedetto Pistrucci se peleó fácilmente con sus compañeros y perdió trabajo al negarse a copiar los esfuerzos de otro artista. Sigue siendo una figura enigmática cuyo genio está particularmente representado en la Medalla de Waterloo y sobrevive hasta el día de hoy, sin igual en su representación de San Jorge y el Dragón. 